# Maria de Courtenay
Maria de Courtenay (em francês:  Marie de Courtenay; c. 1204 - setembro de 1228) era filha de Pedro II de Courtenay e Iolanda de Flandres e imperatriz-consorte de Niceia, terceira esposa de Teodoro I Láscaris, entre 1219 e 1221. Depois da morte dele, em 1228, serviu como regente do irmão mais novo, Balduíno II de Courtenay, e se auto-intitulava "imperatriz de Constantinopla".

## Família e contexto
Seus pais foram monarcas do Império Latino, fundado em Constantinopla depois da conquista pela Quarta Cruzada em 1204. Seu pai foi escolhido imperador em 1216 e, no ano seguinte, quando tentava chegar ao seu novo reino por terra, foi capturado por Teodoro Comneno Ducas, déspota do Epiro, um estado sucessor bizantino, e passou o resto da vida prisioneiro. Iolanda chegou a Constantinopla e conseguiu assumir o trono, governando como regência de jure em nome do marido e reinando de facto entre 1217 e 1219. Entre as alianças negociadas por ela estava uma com Teodoro I Láscaris, do Império de Niceia, outro estado sucessor bizantino, selada com o casamento de Teodoro com Maria depois que ele repudiou sua segunda esposa, Filipa da Armênia.

## Imperatriz de Niceia
Maria foi imperatriz de Niceia de 1219 até novembro de 1221, quando Teodoro morreu, mas o casal não teve filhos. Uma de suas enteadas, Maria Lascarina, foi casada com o rei Béla IV da Hungria e outra, Irene Lascarina, com João III Ducas Vatatzes, que sucedeu ao sogro no trono de Niceia. Maria serviu ainda brevemente como regente na cidade até 1222.

## Regente e imperatriz de Constantinopla
Seu irmão, Roberto de Courtenay assumiu o trono em 1219. No final de janeiro de 1228, ele próprio morreu e o irmão menor dos dois, Balduíno II de Courtenay ascendeu ao trono. Como ele tinha apenas onze anos de idade, os barões da cidade elegeram Maria como regente. De acordo com Patrick van Kerrebrouck, ela se auto-intitulava "imperatriz", mas sua regência durou apenas oito meses, quando morreu de causas desconhecidas.